# Pulau Perak
Pulau Perak (malaiisch ڤولاو ڤراق، قدح, wörtlich ‚Silber-Insel‘) ist eine kleine, nur wenige Quadratkilometer große Felseninsel in der nördlichen Straße von Malakka, fast genau auf halbem Wege zwischen Malaysia und Sumatra/Aceh. Sie ist das am weitesten westlich gelegene Territorium Malaysias und gehört verwaltungsmäßig zum malaysischen Bundesstaat Kedah. Es gibt Pläne, die Insel zum Naturreservat zu erklären.